# Carlos Figueroa
Carlos Fernando Figueroa Martínez (Città del Guatemala, 19 aprile 1980) è un calciatore guatemalteco, centrocampista del Comunicaciones.